# Miguel Ángel López (athlétisme)
Pour les articles homonymes, voir Miguel Ángel López, Miguel López et López.
Miguel Ángel López Nicolás, né le 3 juillet 1988 à Llano de Brujas, Murcie, est un athlète espagnol, spécialiste de la marche athlétique, champion du monde du 20 km marche en 2015 à Pékin. Il est également double champion d'Europe, sur 20 km à Zurich en 2014 et sur 35 km à Munich en 2022.

## Biographie
Spécialiste du 20 km marche, il termine 5e sur le Mall lors des Jeux olympiques de 2012 à Londres, puis remporte en 2013 la médaille de bronze lors des Championnats du monde à Moscou, bénéficiant de la disqualification en fin d'épreuve d'Erick Barrondo, placé alors en seconde position. Cette médaille de bronze deviendra ensuite une médaille d'argent après la disqualification pour dopage du Russe Aleksandr Ivanov.
Le 13 août 2014, Miguel Ángel López décroche son premier titre européen à Zurich sur 20 km, avec le temps de 1 h 19 min 44 s.
Dans sa ville natale, il remporte le 20 km de la Coupe d'Europe de marche 2015 en 1 h 19 min 52 s, devant le Slovaque Matej Tóth (1 h 20 min 21 s) et le Français Yohann Diniz (1 h 20 min 37 s). Le 23 août, il bat son record personnel en 1 h 19 min 14 s pour remporter la médaille d'or aux Championnats du monde à Pékin, devançant le Chinois Wang Zhen et le Canadien Benjamin Thorne.
En 2016, l'Espagnol se présente en tant que champion du monde et champion d'Europe du 20 km marche aux Jeux Olympiques de Rio, mais ne parvient pas à décrocher le titre olympique, terminant seulement 11e en 1 h 20 min 58 s. Présent également sur le 50 km, il ne parvient pas à finir la course.
Au cours des années suivantes, il se classe 10e aux Mondiaux de Londres en 2017, 6e aux championnats d'Europe de Berlin en 2018, 26e aux Mondiaux de Doha en 2019 et 31e aux Jeux Olympiques de Tokyo en 2021, à chaque fois sur 20 km,.
Aux championnats d'Europe de Munich en août 2022, López s'adjuge le deuxième titre européen de sa carrière sur la nouvelle épreuve du 35 km marche. Avec le temps de 2 h 26 min 49 s, il s'impose avec une large avance sur l'Allemand Christopher Linke et l'Italien Matteo Giupponi.

## Palmarès
| Date | Compétition              | Lieu           | Résultat | Épreuve | Temps           |
| ---- | ------------------------ | -------------- | -------- | ------- | --------------- |
| 2010 | Championnats d'Europe    | Barcelone      | 12e      | 20 km   | 1 h 24 min 28 s |
| 2011 | Championnats du monde    | Daegu          | 12e      | 20 km   | 1 h 23 min 41 s |
| 2012 | Jeux olympiques          | Londres        | 5e       | 20 km   | 1 h 19 min 49 s |
| 2013 | Championnats du monde    | Moscou         | 2e       | 20 km   | 1 h 21 min 21 s |
| 2014 | Championnats d'Europe    | Zurich         | 1er      | 20 km   | 1 h 19 min 44 s |
| 2015 | Coupe d'Europe de marche | Murcie         | 1er      | 20 km   | 1 h 19 min 52 s |
| 2015 | Championnats du monde    | Pékin          | 1er      | 20 km   | 1 h 19 min 14 s |
| 2016 | Jeux olympiques          | Rio de Janeiro | 11e      | 20 km   | 1 h 20 min 58 s |
| 2016 | Jeux olympiques          | Rio de Janeiro | —        | 50 km   | DNF             |
| 2017 | Championnats du monde    | Londres        | 10e      | 20 km   | 1 h 19 min 57 s |
| 2018 | Championnats d'Europe    | Berlin         | 6e       | 20 km   | 1 h 21 min 27 s |
| 2019 | Championnats du monde    | Doha           | 26e      | 20 km   | 1 h 35 min 00 s |
| 2021 | Jeux olympiques          | Tokyo          | 31e      | 20 km   | 1 h 27 min 12 s |
| 2022 | Championnats d'Europe    | Munich         | 1er      | 35 km   | 2 h 26 min 49 s |

### Records
| Épreuve      | Performance     | Lieu   | Date            |
| ------------ | --------------- | ------ | --------------- |
| 20 km marche | 1 h 19 min 14 s | Pékin  | 23 août 2015    |
| 50 km marche | 3 h 53 min 52 s | Motril | 28 février 2016 |